# سترونتيوم-90
نظير سنترونتيوم المشع

## سترونتيوم-90
سترونتيوم -90 ورمزه (90Sr)، هو نظير مشع للسترونيوم وعمر النصف له 28.8 سنة.

## النشاط الإشعاعي
السترونيوم الطبيعي هو عنصر غير مشع وكذلك غير سام ولكن نظيره سترونيوم 90 نشط إشعاعيا وخطر.
يمر بإضمحلال بيتا β− وتنتج الكترونات ونظير اتريوم 90Y وطاقة قدرها 0.546 ميغا إلكترون فولت وخلال عمر النصف 64 ساعة يتم إضمحلال بيتا بطاقة 2.28 ميغا الكترون فولت ليتحول إلى الزركونيوم 90 (90Zr) المستقر.
ملاحظة :يعتبر 90Sr/Y مصدر نقي لجسيمات بيتا كما وتنبعث فوتونات غاما من إضمحلال 90Y ولكنه ضعيف يمكن إهماله.

## التطبيقات
1-	يستخدم سترونتيوم 90 بشكل واسع في الطب والصناعة، فيتم استخدام المصدر المشع آلة قياس السمك والعلاج الإشعاعي السطحي للسرطان.
2-	تستخدم كميات محددة من 90Sr و89Sr لعلاج سرطان العظام.
3-	الإضمحلال الإشعاعي لسترونيوم 90 يولد كمية من الحرارة وأقل تكلفة من البولونيوم 238وتستخدمه روسيا والاتحاد السوفيتي كمصدر للطاقة في العديد من المولدات الحرارية للنظائر ويستخدم عادة في شكل فلوريد السترونتيوم ,يستخدم أيضا للتتبع النشاط الإشعاعي في الطب والزراعة.
نتائج مئات الدراسات على الأسنان للدكتور لويس ريس وزميلاتها أظهر أن أسنان الأطفال المولودين 1963 تحتوي مستويات من سترونيوم 90 وهي أكثر 50 مرة من تلك الموجودة في أسنان الأطفال قبل ظهور التجارب النووية على نطاق واسع، تلك النتائج ساعدت في إقناع الرئيس جون كيندي للتوقيع على معاهدة حظر التجارب النووية مع المملكة المتحدة والإتحاد السوفيتي الذي أنهى اختبار الأسلحة النووية على سطح الأرض التي أودعت كميات كبيرة من الغبار النووي في الغلاف الجوي.

## نتائج الانشطار
نتائج الإنشطارالنووي 90Sr مو جود في كمية كبير ة من الوقود النووي المستنفذ والنفايا ت المشعة للمفاعل النووي وفي الغبار النووي الناتج عن المفاعلات النووية
ينتج نيترونات حرارية من انشطار من اليورانيوم35 قدرها 5.8% بينما ينتج مايعادل 2.1%. من انشطار بولونيوم 239.

## الكيمياء الحيوية
تعتبر نظائر السيزيوم 134Cs, 137Cs ونظير اليود 131I أهم النظائر المؤثرة على الصحة بعد كارثة تشيرنوبل.
عند ابتلاع نظير سترونيوم 90 المشع عن طريق الشراب أو الطعام الملوث ووصوله للخلايا الحية ,تسلك الجرعة المفرزة 70-80% سلوك بيوكيميائي يشابه سلوك الكالسيوم في العظام ,وتترسب باقي الجرعة في العظام أو نخاع العظم بينما يذهب 1% من الجرعة مع الدم والأنسجة اللينة مسببة بذلك سرطان العظام، وسرطان الأنسجة المجاورة وسرطان الدم (اللوكيميا)، ويمكن معرفة إذا ما كان الجسم قد تعرض لسترونيوم المشع بتحليل البول.

## المخاطر
خلط المواد المعدنية مع السترونيوم المشع ينتج مواد صلبة مشعة ووتعتبرالمولدات الكهروحرارية التي تعمل بالنظائر المشعة مصدر للتلوث الإشعاعي بالسترونيوم 90 المشع في منطقة الاتحاد السوفيتي السابقة.

## وصلات خارجية
- NLM Hazardous Substances Databank – Strontium, Radioactive

1. 1 2 3  Filip G. Kondev (Mar 2017). "The AME2016 atomic mass evaluation (I). Evaluation of input data; and adjustment procedures" (بالإنجليزية). p. 030002. Retrieved 2017-03-01.
2. 1 2 3 4  مذكور في: قاعدة البيانات الكيمياء العامة. مُعرِّف مُركَّب في قاعدة البيانات الكيمياء العامة (PubChem CID): 5486204. لغة العمل أو لغة الاسم: الإنجليزية. العنوان: Strontium-90. الوصول: 14 أكتوبر 2016.
3. 1 2  "NuDat". اطلع عليه بتاريخ 2016-06-23.
4. ↑  "NuDat". اطلع عليه بتاريخ 2015-11-09.
5. ↑  "NuDat". اطلع عليه بتاريخ 2015-10-29.